# 西大滩镇
西大滩镇（藏語：ཞྭ་དམར་ཞང༌།，藏语拼音：Xaimar Xang），是中华人民共和国甘肃省武威市天祝藏族自治县下辖的一个乡镇级行政单位。
2016年，甘肃省民政厅批复同意撤销西大滩乡，设立西大滩镇。

## 行政区划
西大滩镇下辖以下地区：
马莲沟村、西沟村、上泉村、西大滩村、白土台村、马场村、东泉村、土星村和坝堵村。